# Kyösti Kallio
Kyösti Kallio (eredetileg Gustaf Kalliokangas) (Ylivieska, 1873. április 10.– Helsinki, 1940. december 19.) Finnország 4. elnöke, négyszer a finn kormány élén is állt.

## Élete
A későbbi elnök gazdag parasztcsaládban született Ylivieskában. Ouluban járt iskolába, de apja halála miatt félbe kellett szakítani tanulmányait, mert átvette a családi gazdaság irányítását. Ő Finnország egyetlen olyan elnöke, aki nem rendelkezett egyetemi, vagy azzal egyenrangú diplomával.
Kyösti Kallio nős volt, hat gyermeke született. Nivalában gazdálkodott, méghozzá kifejezetten sikeresen. Rövidesen a helyi politika irányítójává vált. Ifjúsági kört, majd szövetkezetet alapított, végül a községi képviselőtestület elnöke lett.
1940. novemberében egészségi problémáira hivatkozva lemondott köztársasági elnöki posztjáról és úgy tervezte, hogy visszavonul Nivalába a családi gazdaságot igazgatni. A hivatalos búcsúztatására 1940. december 19-én került sor Helsinkiben, a vasúti pályaudvaron. A beteg Kallio a katonák díszsorfala mellett elhaladva rosszul lett és a helyszínen meghalt. A legenda szerint Carl Gustaf Emil von Mannerheim marsall karjai között halt meg, valójában azonban a magyar származású Aladár Paasonen ezredes kapta el az összeeső volt elnököt.

## Politikája
Kalliót 1904-ben képviselővé választották, politikai karrierje ezek után töretlenül haladt előre. 1920-36 között tizenöt alkalommal töltötte be a parlament elnöki tisztét. Volt földművelési és közlekedési miniszter, négyszer pedig miniszterelnök.
Képviselőként és miniszterelnökként egyaránt a szociális reformok elkötelezett híve volt, törekedett a társadalmi egyenlőtlenségek mérséklésére és a politikai konfliktusok elsimítására. Nevéhez kötődik az általános iskolakötelezettség és a vallásszabadság törvénybe iktatása.
Intézkedéseivel több ezer földművest segített saját gazdaság beindításához, ezzel is csökkentve a társadalomban rejlő feszültséget. Köztársasági elnöksége alatt juthattak kormányzati pozícióba a szociáldemokrata párt vezetői, akik az ipari munkásság érdekeinek érvényesítéséért dolgozhattak. Mindez hozzájárult ahhoz, hogy Finnországban nem voltak robbanásig feszült ellentétek a lakosság különböző rétegei között. Ez a szerencsés állapot egyrészt az ország világháborús védelmének megszervezésében jelentett hatalmas előnyt, másrészt nem volt táptalaja a Szovjetunió által a háború alatt és azt követően szított szélsőséges baloldali mozgalmaknak.

## Fordítás
- Ez a szócikk részben vagy egészben  a   Kyösti Kallio című angol Wikipédia-szócikk fordításán alapul.  Az eredeti cikk szerkesztőit annak laptörténete sorolja fel. Ez a jelzés csupán a megfogalmazás eredetét és a szerzői jogokat jelzi, nem szolgál a cikkben szereplő információk forrásmegjelöléseként.
- Ez a szócikk részben vagy egészben  a   Kyösti Kallio  című finn Wikipédia-szócikk fordításán alapul.  Az eredeti cikk szerkesztőit annak laptörténete sorolja fel. Ez a jelzés csupán a megfogalmazás eredetét és a szerzői jogokat jelzi, nem szolgál a cikkben szereplő információk forrásmegjelöléseként.